# Chelostoma florisomne
Chelostoma florisomne ist eine Scherenbiene aus der Familie Megachilidae. Sie ist eine solitäre, nestbauende Biene, die in Deutschland von in der Regel Anfang Mai bis Ende Juni fliegt. Auf Deutsch wird sie auch Hahnenfuß-Scherenbiene genannt.

## Merkmale

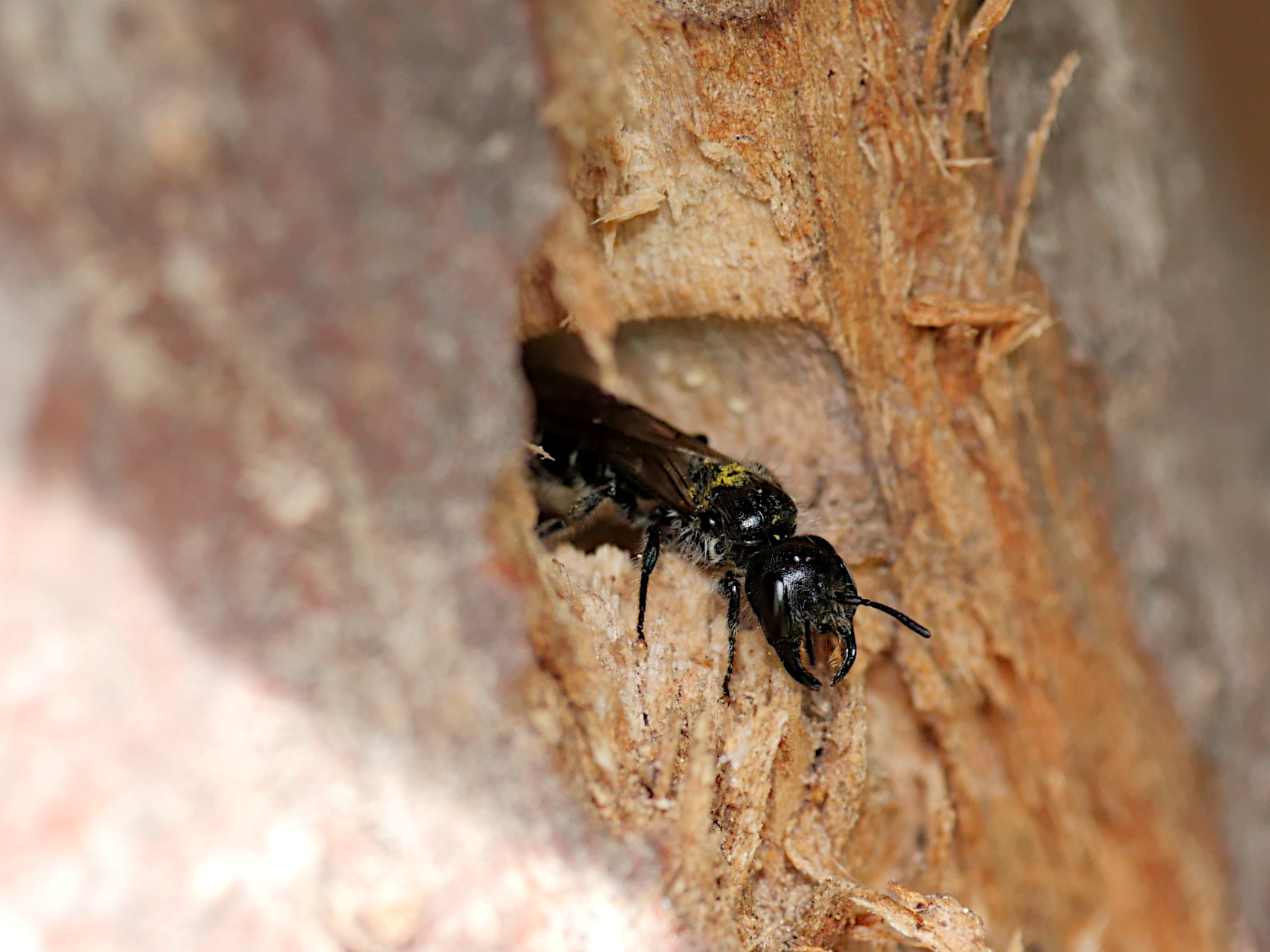
Chelostoma florisomne, Frontalansicht. Gut erkennbar die für Weibchen charakteristischen großen Mandibeln.

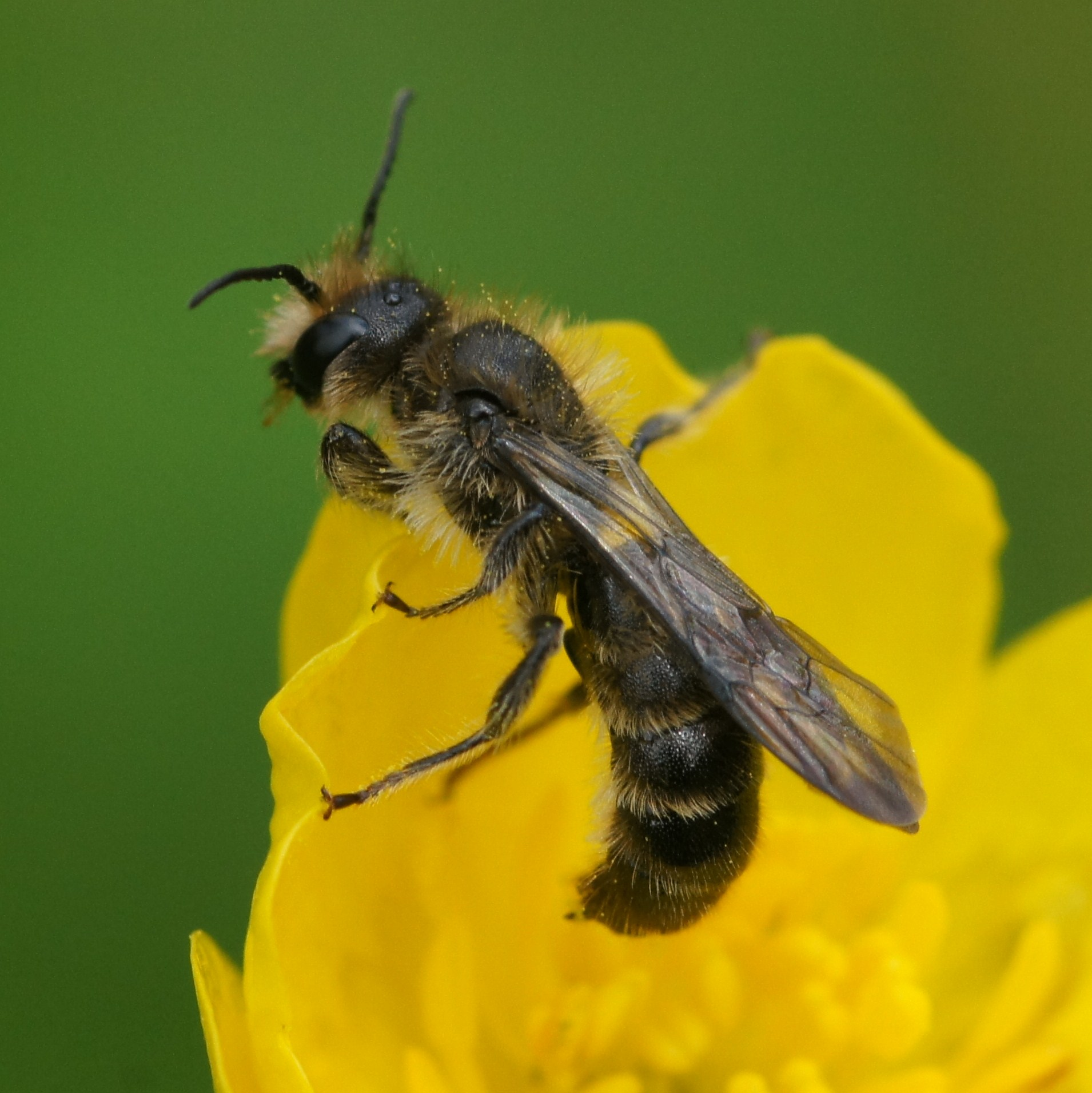
Chelostoma rapunculi (Männchen)

Chelostoma florisomne ist eine relativ große Scherenbiene von 8 bis 10 mm Länge. Sie hat einen schmalen, langgestreckten Körper, die Cuticula ist schwarz. Sie ist nur schütter behaart und hat scherenartige Mandibel. Die Weibchen haben eine weißliche Bauchbürste und deutliche weiße Endbinden an den Tergiten. Sie haben sehr große Mandibeln und einen vorspringenden Lappen an der Vorderkante des Clypeus. Bei den Männchen sind die Fühler unten gesägt.
Ch. florisomne ist ähnlich wie Ch. rapunculi. Bei den Männchen gibt es Unterschiede am Endsegment, bei den Weibchen ermöglicht vor allem der unterschiedliche Blütenbesuch eine Unterscheidung im Feld (Ch. florisomne: Ranunculus, siehe unten; Ch. rapunculi:  Glockenblumen).

## Verbreitung und Lebensraum
Die Art ist in weiten Teilen der Westpaläarktis verbreitet. Sie  kommt in praktisch ganz Europa vor, nordwärts bis England und Südskandinavien (in Finnland bis 63°N), südwärts bis Kalabrien und Griechenland. Ch. florisomne ist nach Osten bis zum Ural verbreitet. In Nordafrika  wurde die Art von Marokko bis Tunesien nachgewiesen. In Deutschland, Österreich und der Schweiz ist diese Biene aus allen Regionen gemeldet und gilt meist als häufig. In den Alpen kommt sie bis in 2200 m Höhe vor.
Ch. florisomne kommt vor allem an Waldrändern und Lichtungen sowie in Streuobstwiesen, aber auch im Siedlungsbereich vor. Zum Nisten dient Totholz aller Art, zum Beispiel abgestorbene Äste, wurmstichige Bretter, Schilfmatten oder reetgedeckte Dächer. Auch geeignete Nisthilfen werden angenommen. Wichtig ist natürlich, dass Hahnenfuß als Pollenquelle in der Nähe blüht.

## Lebensweise
Die Männchen schlüpfen schon ab Mitte April, also früher als die Weibchen, die erst ab Anfang Mai fliegen (Proterandrie). Sie schlafen gelegentlich in den Blüten der Futterpflanzen.
Die Weibchen nutzen als Nester bestehende Hohlräume mit einem Durchmesser von ca. 3 bis 5 mm. Zunächst baut das Weibchen eine Rückwand, darin lagert sie zunächst trockenen Pollen ein. Bei den späteren Pollenflügen kriecht die Biene zuerst mit dem Kopf voran in das Nest, erbricht den Nektar, kehrt rückwärts heraus und kriecht nochmals mit dem Hinterleib voran in das Nest, um den Pollen mit den Hinterbeinen abzuladen. Die Bienen sind streng oligolektisch, sie sammeln nur Pollen von Hahnenfuß. Der Proviant wird schließlich festgestampft und ein Ei in den Pollenkuchen gesteckt. Die Vorderwand, die dann gebaut wird, ist zugleich die rückseitige Wand der nächsten Zelle. In der Regel haben die Nester nur zwei bis drei Zellen, selten auch mehr (zum Beispiel in Schilf-Halmen). Um den Proviant für eine Brutzelle bereitzustellen, werden im Durchschnitt 19 Sammelflüge unternommen. Die letzte, also äußerste Zelle ("Atrium") ist meist leer. Das Baumaterial für die Zellwände besteht aus Sand, Lehm oder Löß, mit winzigen Steinchen und ist mit Nektar und wohl auch einem Sekret der Speicheldrüse versetzt. Die Zwischenwände sind ca. 0,5 bis 1,5 mm dick, die Außenwand ist mit durchschnittlich vier Millimetern (2 bis 7 mm) deutlich dicker, es werden auch Steinkörnchen in den Mörtel der Außenwand gesetzt, diese wird sehr fest. Die Larven verpuppen sich in den Zellen und überwintern als Puppe.
Parasiten: Bei dieser Scherenbiene sind keine Kuckucksbienen bekannt, aber es parasitieren Keulenwespen der Art Monosapyga clavicornis und Sapyga quinquepunctata an ihr, dabei sind leere Zellen ein wichtiger Schutz vor Parasitierung. Weitere Parasiten sind vermutlich Gasteruption jaculator (Gasteruptiidae), Chrysis cyanea, Crysis ignita und vielleicht Townesia tenuiventris (Pimplinae) und Trichodes alvearius.